# Sericanthe pellegrinii
Sericanthe pellegrinii är en måreväxtart som först beskrevs av Nicolas Hallé, och fick sitt nu gällande namn av Elmar Robbrecht. Sericanthe pellegrinii ingår i släktet Sericanthe och familjen måreväxter. Inga underarter finns listade i Catalogue of Life.